# Francesco Sauli
Francesco Maria Sauli, marchese (Genova, 20 gennaio 1807 – Genova, 24 febbraio 1893), è stato un diplomatico e politico italiano.

## Biografia
Diplomatico di carriera è stato ministro plenipotenziario del Regno di Sardegna a Londra, nel Granducato di Toscana e nei ducati di Parma e Lucca. Nel 1856, da poco cessata la Guerra di Crimea, viene inviato in Russia per riallacciare le relazioni diplomatiche interrotte dal conflitto, ed è il primo ambasciatore italiano a Pietroburgo del dopoguerra. Deputato dal 1848 al 1853,  senatore a vita dal 1853, è stato vicepresidente del Senato.